# ادن (کنتاکی)
ادن (به انگلیسی: Eden) یک منطقهٔ مسکونی در ایالات متحده آمریکا است که در شهرستان باتلر، کنتاکی واقع شده‌است. ادن ۱۷۱٫۹۱ متر بالاتر از سطح دریا واقع شده‌است.